# Gerdesius
Genre
Synonymes
- Huralvioides Soares, 1970

Gerdesius est un genre d'opilions laniatores de la famille des Gerdesiidae.

## Distribution
Les espèces de ce genre se rencontrent au Brésil et au Pérou.

## Liste des espèces
Selon World Catalogue of Opiliones (14/08/2021) :
- Gerdesius hoeferi (Kury, 1995)
- Gerdesius mapinguari Bragagnolo, Hara & Pinto-da-Rocha, 2015
- Gerdesius paruensis (Soares, 1970)
- Gerdesius peruvianus Roewer, 1952

## Publication originale
- Roewer, 1952 : « Neotropische Arachnida Arthrogastra, zumeist aus Peru. » Senckenbergiana, vol. 33, p. 37-58.